# バスコ
座標: 北緯20度27分 東経121度58分 / 北緯20.450度 東経121.967度
バスコ（Basco）は、フィリピン最北部の諸島のバタン諸島で2番目の大きさの島バタン島の北部に位置する町。2000年の調査で人口は6,717人、戸数1,469戸、面積は49.46km²。バタネス州の州都でもある。マニラとの間に空路が開かれ、ラジオの気象通報の通報地点である気象観測所もある。
町の名称は、18世紀後半のスペイン領フィリピン総督のホセ・バスコ（José Basco y Vargas）にちなむ。